# Cejpia
Cejpia — рід грибів родини Dermateaceae. Назва вперше опублікована 1934 року.

## Класифікація
До роду Cejpia відносять 3 види:
- Cejpia amoena
- Cejpia coerulea
- Cejpia hystrix